# تيد ديفيدسون
تيد ديفيدسون (بالإنجليزية: Ted Davidson)‏ هو لاعب كرة قاعدة أمريكي، ولد في 4 أكتوبر 1939 في لاس فيغاس في الولايات المتحدة، وتوفي في 1 سبتمبر 2006 في بولهيد سيتي في الولايات المتحدة.

## وصلات خارجية
- تيد ديفيدسون على موقع دوري كرة القاعدة الرئيسي (الإنجليزية)
- تيد ديفيدسون على موقعبيزبول رفرنس.كوم (الدوري الرئيسي) (الإنجليزية)
- تيد ديفيدسون على موقعبيزبول رفرنس.كوم (الدوري الثانوي) (الإنجليزية)